# جيف بيلي
جيف بيلي (بالإنجليزية: Jeff Bailey) هو لاعب كرة قاعدة أمريكي، ولد في 19 نوفمبر 1978 في لونغفيو في الولايات المتحدة.

## وصلات خارجية
- جيف بيلي على موقع دوري كرة القاعدة الرئيسي (الإنجليزية)
- جيف بيلي على موقعبيزبول رفرنس.كوم (الدوري الرئيسي) (الإنجليزية)
- جيف بيلي على موقعبيزبول رفرنس.كوم (الدوري الثانوي) (الإنجليزية)
- جيف بيلي على موقع إي إس بي إن.كوم (أم.أل.بي) (الإنجليزية)
- جيف بيلي على موقع مشجعي الرسوم البيانية (الإنجليزية)